# معركة نيداو
معركة نيداو هي معركة جرت بعد وفاة أتيلا الهوني، بين الإمبراطورية الهونيّة والجرمانيون في محافظة بانونيا الرومانية (والتي تقع شمال شرق الدانوب) في عام 454 م، هزمت الإمبراطورية الهونيّة في هذه المعركة وانهارت بعدها بشكل كامل، ونيداو يُعتقد أنها أحد روافد نهر سافا.
كان قائد الإمبراطورية الهونية في هذه المعركة هو إيلاك بن آتيلا الهوني (الذي تصارع مع أخويه (إرناك، دينغيزيتش) على السلطة بعد وفاة أتيلا. قُتل إيلاك في معركة نيداو.
أما الجرمانيون فقد كانوا تحت قيادة الملك أرداريك [الإنجليزية] (ملك الغبيديون)، والغبيديون: هم مجموعة من شرق ألمانيا، عاشت في المنطقة التي يطلق عليها اليوم أسماء (رومانيا، هنغاريا، صربيا).